# Дерев'янко Юрій Богданович
Юрій Богданович Дерев'янко (нар. 7 травня 1973, Надвірна, Івано-Франківська область, Українська РСР, СРСР) — український політик, підприємець і меценат, народний депутат України VII та VIII скликань. У 2010—2012 роках був депутатом Івано-Франківської обласної ради. Член Ради партії «Воля».

## Біографія

### Перші роки
Народився 7 травня 1973 року в місті Надвірна Івано-Франківської області. Батько Юрія працював інженером, а мати — вчителькою.
У 1990 році закінчив Надвірнянську середню школу № 1. У тому ж році вступав до Київський інститут народного господарства ім. Коротченка, однак, отримавши четвірку з математики на вступних іспитах, не зміг вступити. Після цього повернувся до рідного міста й згодом влаштувався на роботу у кар'єр в селі Пасічна. Потім пішов працювати експедитором в Надвірдянський районний відділ статистики. Паралельно займався математикою, готуючись до нової спроби вступити в інститут. У 1991 році Юрій здав математику на відмінно й став студентом вишу, який наступного року був перейменований на Київський економічний університет.
Паралельно з навчанням, Дерев'янко працював. Його перше місце роботи в Києві — нічний охоронець офісного приміщення. На фоні розпаду Радянського Союзу та розбудови ринкової економіки в Україні, студент-першокурсник почав займатися підприємницькою діяльністю. За спогадами Юрія, йому доводилося ввечері конвертувати зароблене в американську валюту, тому що через високі темпи інфляції наявна сума грошей знецінитися за один день на 10-15 %. Наприкінці першого курсу він заробляв 100 доларів на місяць, що дало можливість виїхати з гуртожитку й оселитися в орендованій квартирі та придбати власний автомобіль Москвич-2141.
Навчаючись на другому курсі, в період 1992—1993 років, Дерев'янко, разом зі своїми однокурсниками, створив першу власну компанію. У 1996 році Юрій закінчив університет й отримав диплом магістра за спеціальністю «Облік та аудит» (програма — облік та аудит в банках). Завершуючи навчання, Юрій та його партнери по бізнесу уже володіли декількома компаніями, які працювали в різних сферах діяльності: торгівля ліками, поліграфія та торгівля, зокрема, металом. Однак більшість із них, окрім «Фарматека» та «Енергокоплекта», закрилися, пропрацювавши 4-5 років. Після завершення навчання, молодий підприємець зі своїми партнерами взяв участь у масовій приватизації підприємств, яка відбувалася в Україні протягом середини-початку 1990-х років. При цьому, приватизацію проводили шляхом купівлі приватизаційних майнових сертифікатів.

### Підприємницька діяльність
У період навчання в університеті відкрив власний бізнес. Займався підприємницькою діяльністю в таких галузях як фармацевтична промисловість, програмне забезпечення, поліграфія, мультиплікація, нерухомість. Серед компаній, створених Юрієм Дерев'янком, слід виділити наступні:
- «Фарматек» — займалася дистрибуцією лікарських засобів та входила до п'ятірки найбільших постачальників лікарських засобів в Україні[джерело?].
- «Енергокомплект».
- «Борисфен-Лютес» — компанія з виробництва мультиплікаційної анімації, створена спільно з продюсером Віктором Слєпцовим.

У 2006 році Дерев'янко продав свої частки в компаніях. 13 листопада 2017 року був викликаний до Генеральної прокуратури України у справі щодо несплати податків. Генпрокуратура запропонувала йому сплатити близько 62 млн грн податків в обмін на зняття звинувачення.

### Політична діяльність

#### Парламентські вибори 2006
Юрій розпочав свою політичну діяльність напередодні виборів до Верховної ради, які мали відбутися у березні 2006 року. За словами Дерев'янка, його прихід в політику був пов'язаний з Анатолієм Кінахом, керівником Українського союзу промисловців і підприємців. У 2005 році Кінах запросив ряд молодих підприємців, зокрема Юрія, приєднатися до організації. Основною метою своєї діяльності УСПП проголошувала захист бізнесу, що й стимулювало Дерев'янка приєднатися до Союзу. Адже, за його словами, український бізнес завжди потерпає від спроб чиновників, які намагаються створити для нього проблеми, а потім пропонують їх вирішити.
Для участі у виборах УСПП мала свою політичну силу — «Партію промисловців і підприємців України». На виборах до парламенту партія йшла у складі пропрезидентського блоку «Наша Україна», до якого, окрім «промисловців», увійшли ще п'ять політичних сил. Юрій Дерев'янко отримав сьоме місце у списку кандидатів від ПППУ. Однак згідно розподілу квот, у блоці він займав 95-те місце. Згідно слів Дерев'янка, він входив до політичної ради партії, але не брав активної участі у передвиборних перегонах. Юрій займався фінансуванням виборчої кампанії.

### Робота в Івано-Франківській обласній раді
У 2010 році був обраний депутатом Івано-Франківської обласної ради як мажоритарний кандидат від партії «Фронт Змін». За час роботи в раді підготував та подав понад тисячу депутатських звернень. 10 серпня 2012 року заявив про вихід з «Фронт Змін», мотивуючи своє рішення незгодою з принципами ухвалення рішень у партії. У тому ж місяці Юрій Дерев'янко був виключений з фракції «Фронт Змін» в обласній раді. Голова фракції заявив, що причинами виключення є невиконання рішення про участь у парламентських виборах спільно з партією «Батьківщина» та формування єдиного списку кандидатів на мажоритарних виборчих округах.

#### Робота у Верховній Раді України VII скликання

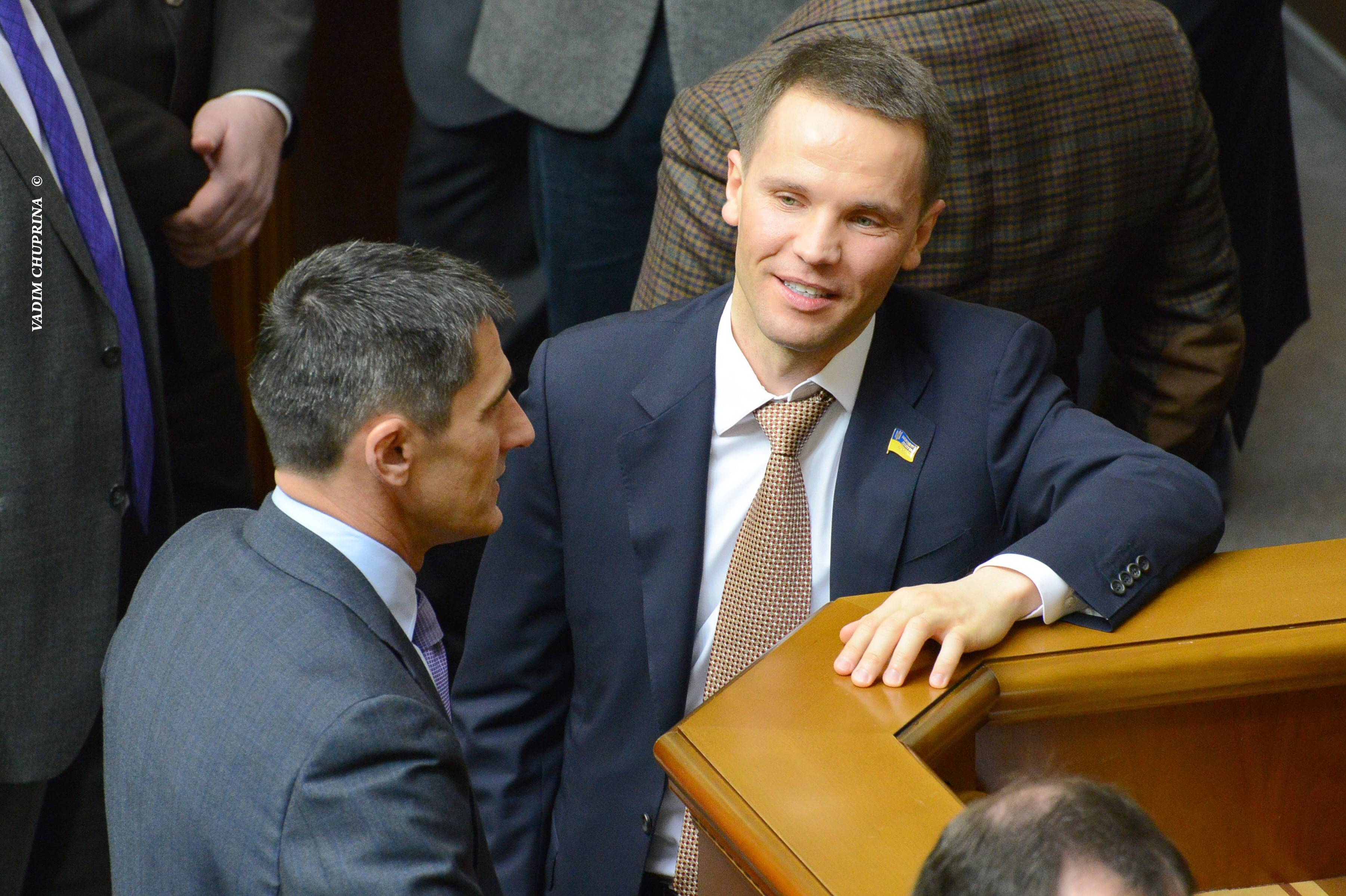
Юрій Дерев'янко та Віталій Ярема біля трибуни для виступів, 3 квітня 2013

У 2012 році, на виборах до Верховної Ради був обраний народним депутатом по мажоритарному виборчому округу № 87. Будучи позафракційним депутатом працював на посаді Голови підкомітету з питань контролю за дотриманням законодавства у сфері боротьби з організованою злочинністю і корупцією органами державної влади та місцевого самоврядування Комітету Верховної Ради України з питань боротьби з організованою злочинністю і корупцією. Виконував функції Секретаря Тимчасової слідчої комісії Верховної Ради України з питань розслідування обставин розкрадання державних коштів під час надання послуг зі збирання небезпечних відходів гексахлорбензолу в Калуському районі Івано-Франківської області у 2011—2014 роках. Також входив до тимчасової спеціальної комісії Верховної Ради з питань підготовки законопроєкту про внесення змін до Конституції України та очолював комісію, яка займалася розслідуванням обставин вбивства українського націоналіста Олександра Музичка. Входив до складу 16 груп міжпарламентських зв'язків, у тому числі з Росією, Китаєм, Індією, Польщею та Великою Британією. Хоча Юрій Дерев'янко не входив до жодної парламентської фракції, однак був членом кількох міжфракційних об'єднань, включаючи «Карпатська група», «За українську мову» та «За розвиток місцевого самоврядування»].
Після подій Євромайдану та зміни влади, 27 лютого 2014 року увійшов до коаліції Європейський вибір, однак вийшовши з неї 24 липня того ж року. Свій вихід Дерев'янко мотивував тим, що президенту Петру Порошенку потрібно дати підстави розпустити парламент.
Під час роботи у Верховній Раді VII скликання Юрій Дерев'янко став автором і співавтором 76 законопроєктів, 9 з яких були прийняті, у тому числі законопроєкти про амністію учасників Євромайдану та очищення влади. Також депутат вніс 68 пропозицій до 15 законопроєктів, 21 з яких були враховані повністю та 11 — частково. Крім законотворчої діяльності він зробив 24 депутатських запити. Народний обранець нечасто виступав у сесійній залі, взявши слово 19 разів (13 з трибуни та 6 з місця) за два роки. Також він не вирізнявся високою відвідуваністю, взявши участь у 105 пленарних засіданнях та пропустивши 75.

#### Парламентські вибори 2014
На позачергових парламентських виборах 26 жовтня 2014 року, партія «Воля», одним із лідерів якої був Юрій Дерев'янко, ухвалила рішення взяти участь у виборах разом із політичною силою Андрія Садового Об'єднання «Самопоміч». Офіційне рішення про співпрацю було прийняте на з'їзді «Самопомочі», який відбувся 9 вересня 2014 року в Києві. За результатами домовленостей до виборчого списку партії Садового були включені кандидати від «Волі», п'ятеро із них — Ірина Суслова, Єгор Соболєв, Іван Мірошниченко, Вікторія Войціцька та Павло Костенко — в результаті виборів пройшли до Верховної Ради. Однак Юрій Дерев'янко вирішив йти на вибори як кандидат від «Волі» по 87-у мажоритарному округу, який він представляв у Раді VII скликання. В ході виборів Дерев'янко здобув перемогу, набравши 69,7 % відсотка голосів виборців.
Однак згодом між політичними силами відбувся розкол. 2 листопада відбувся з'їзд партії «Воля», на якому було ухвалене рішення створити власне міжфракційне об'єднання або депутатську групу. Такий крок був аргументований тим що, на думку учасників з'їзду, «Самопоміч» порушила рішення перших позачергових з'їздів «Волі» та не надала підтримки узгодженим кандидатам на деяких мажоритарних округах. Також учасники з'їзду заявили, що не всі кандидати від «Самопомічі» відповідають люстраційним та морально-етичним критеріям. У відповідь Єгор Соболєв назвав з'їзд «кишеньковим», додавши, що на ньому були присутні лише юристи Юрія Дерев'янка та 12 делегатів з Івано-Франківщини. Також він звинуватив у конфлікті Дерев'янка та заявив, що рішення взяти Юрія в ряди «Волі» та залучити його до розробки люстраціного законодавства було помилковим. У результаті конфлікту відбувся розкол всередині самої «Волі» — всі її кандидати, обрані за списком «Самопомочі» залишилися в рядах партії Садового, а Дерев'янко залишився єдиним депутатом від «Волі» у парламенті.

#### Робота у Верховній Раді VIII скликання
Після виборів Юрій Дерев'янко не приєднався до жодної з парламентських фракцій чи депутатських груп. Він продовжив роботу в Комітеті з питань запобігання і протидії корупції, зайнявши ту ж посаду на якій він працював в попередньому складі парламенту. Також Дерев'янко став членом семи груп з міжпарламентських зв'язків, у тому числі з США, Китаєм та Індією. Як і у Верховній Раді попереднього скликання політик досить активно пропонує зміни до чинного законодавства, зареєструвавши, станом на 2 квітня 2018 року, 150 законопроєктів (самостійно та у співавторстві), однак лише 13 із них були ухвалені парламентом. У порівнянні з попередньою каденцією, Юрій значно збільшив кількість депутатських запитів (122 за 3,5 роки роботи) та став набагато частіше виступати в сесійній залі (132 виступи). Однак як раніше, народний обранець не вирізняється високою відвідуваністю, пропустивши, станом на 2 квітня 2018-го, третину пленарних засідань (137 із 404). Працюючи народним депутатом, станом лютий 2015 року, мав близько 20 помічників.

#### Партійна діяльність
Будучи депутатом Івано-Франківської обласної ради, Юрій Дерев'янко перебував у партії «Фронт Змін», лідером якої був Арсеній Яценюк, однак у серпні 2012-го Дерев'янко вийшов з її лав. На парламентських виборах у жовтні 2012-го політик йшов як позапартійний й до 2014-го не приєднувався до жодної з політичних сил. Однак після Євромайдану, Дерев'янко, разом із підприємцем і громадським діячем Ольгою Галабалою та правозахисником Олексієм Бонюком, заснував політичну партію «Воля». Юрій був одним із лідерів партії та входив до складу партійної ради.
19 квітня 2017 року «Воля» об'єдналася з політичною силою Міхеіла Саакашвілі «Рух нових сил Михайла Саакашвілі». На думку політологів Володимира Фесенка та Андрія Золотарьова головними чинниками, що сприяли об'єднанню були близькість політичних позицій, партійної ідеології, прагнення Саакашвілі використати партійну та організаційну структуру «Волі» та зацікавленість лідерів останньої, у тому числі й Дерев'янка, знову потрапити до Ради на наступних парламентських виборах, які — на думку лідерів обох політичних сил — могли відбутися достроково. Юрій Дерев'янко, який став членом Ради партії, оцінив «Рух нових сил Михайла Саакашвілі» як альтернативу чинній владі, якій під силу реальні зміни в державі.
24 грудня 2018 -  під час Форуму команди Дерев'янка у Києві за участі 450 представників зі 100 міст України Юрій Дерев'янко заявив про вихід із політичного партнерства з Михайлом Саакашвілі. 19 обласних команд РУХУ НОВИХ СИЛ Михайла Саакашвілі та 90 % депутатів місцевих рад підтримали таке рішення політика і прийняли рішення продовжити політичну діяльність у партії «ВОЛЯ».

#### Вибори 2019
4 липня 2018 року Юрій Дерев'янко заявив про намір балотуватися в президенти України. Дерев'янко прагне створити неоекономіку і цифрову державу, виступає за економічну легалізацію, введення «криптогривні» і чотирьох податків в Україні.
З 20 обласних організацій партії «Рух нових сил Михайла Саакашвілі», які провели свої конференції влітку 2018-го, 13 рекомендували підтримати кандидатуру Юрія Дерев'янка на пост Президента України від «Руху Нових Сил Михайла Саакашвілі».
27 січня 2019 року на XVII позачерговому з'їзді партії «Воля» Юрія Дерев'янка було висунуто в кандидати в Президенти України.

## Благодійна діяльність
Наприкінці 2009 року був створений «Всеукраїнський благодійний фонд Юрія Дерев'янка», офіційним засновником став Юрій Голляк. Фонд займається підтримкою сільських шкіл, фельдшерсько-акушерських пунктів, створенням спортивних майданчиків та ремонтом громадських приміщень, концентруючи основну діяльність в районах Івано-Франківської області, що входять до складу 87-го мажоритарного виборчого округу, який представляє Юрій Дерев'янко.

## Родина та особисте життя
Юрій Дерев'янко має дружину Анастасію та чотирьох дітей: дочку та трьох синів.
Прихильник активного відпочинку, тому захоплюється катанням на гірських лижах, плаванням, грає в теніс та бадмінтон.

## Статки
Згідно з декларацією про доходи за 2015 рік, Юрій Дерев'янко мав депозити та готівкові кошти на загальну суму 416 млн гривень, що дало йому змогу увійти до п'ятірки найбагатших народних депутатів.

## Нагороди
- 7 липня 2012 року Глава Української православної церкви Київського Патріархату Святійший Патріарх Київський і всієї Руси-України Філарет (Денисенко) нагородив Юрія Дерев'янка Орденом Святого Миколая Чудотворця «за заслуги з відродження духовності в Україні»[41].
- 15 травня 2012 року Юрія Дерев'янко переміг у конкурсі «Персона Прикарпаття 2011», випередивши за результатами інтернет-голосування 50 інших претендентів[42].

## Виноски
1. ↑  За даними інтернет видання Слово і Діло, Юрій Дерев'янко працював у відділі статистики експедитором, однак за словами самого Юрія, він працював у відділі кур'єром

### Публікації у ЗМІ
- Блог на сайті «Новое время» [Архівовано 24 лютого 2019 у Wayback Machine.]
- Видання «Рубрика». Інтерв'ю з кандидатом у Президенти Юрієм Дерев'янком [Архівовано 28 березня 2019 у Wayback Machine.], 27.11.2018
- Економічна правда. Калуська афера [Архівовано 9 вересня 2014 у Wayback Machine.]
- Газета «День». Юрій Деревянко: поки від протестів стримує агресія Росії" [Архівовано 14 грудня 2014 у Wayback Machine.], 30.04.2014, інтерв'ю
- Економічна правда. Почерк путчистів. Або навіщо відбулося зборище парламентарів на Банковій [Архівовано 14 квітня 2013 у Wayback Machine.]
- УКРАЇНСЬКА ПРАВДА: Уроки для опозиції [Архівовано 14 лютого 2013 у Wayback Machine.]
- Галицький кореспондент. Юрій Деревянко: ніяким брудом неможна подолати правду
- Галицький кореспондент. Юрій ДЕРЕВ'ЯНКО: «Вибори-2012 — єдиний і останній шанс змінити країну без бунту і революцій» [Архівовано 25 грудня 2014 у Wayback Machine.]